# Radisne (Berezivka)
Radisne (en ucraniano: Радісне) es un pueblo ucraniano perteneciente al óblast de Odesa. Situado en el suroeste del país, es parte del raión de Berezivka y del municipio (hromada) de Známianka.

## Toponimia
El nombre del asentamiento en ruso es Rádostnoye (en ruso: Радостное).

## Geografía
Radisne se encuentra a orillas del río Mali Kuyalnik, a unos 10 kilómetros al noroeste de Ivánivka y a unos 65 kilómetros al norte de Odesa.

## Historia
Radisne se fundó oficialmente en 1969. En 1971 se abrió una refinería de azúcar y desde 1975 el asentamiento tiene el estatus de asentamiento de tipo urbano.
En 2010 se inició un proceso por la quiebra de la azucarera, posteriormente dejó de funcionar.
Radisne perteneció al raión de Ivánivka hasta 2020, año en el que se hizo una reforma administrativa que redujo el número de raiónes del óblast de Odesa a siete, y el asentamiento pasó a ser parte del raión de Berezivka.En 2023, Radisne perdió el estatus de asentamiento de tipo urbano en la legislación ucraniana debido a la eliminación de este estatus administrativo.

## Demografía
La evolución de la población de Radisne entre 1989 y 2022 fue la siguiente:
| 2206                                                          | 1864 | 1618 | 1611 | 1574 | 1496 |
| (Fuente: Cities & Towns of Ukraine y UKRAINE: Größere Städte) |      |      |      |      |      |

Según el censo de 2001, la lengua materna de la mayoría de los habitantes, el 80,2%, es el ucraniano; del 18,56% es el ruso.

## Infraestructura

### Transporte
Radisne tiene acceso a la autopista M05 que conecta Kiev y Odesa. La estación de tren más cercana, justo fuera del asentamiento, es Novoznamianka, en la línea que conecta Rozdilna e Ivánivka.